# Mercedes-Benz W107
De Mercedes-Benz W107 serie (officieel bekend als R107 voor de roadster en C107 voor de coupémodellen) werd geproduceerd van 1971 tot 1989 en is daarmee naast de G-Klasse het Mercedes-model dat het langst in productie is geweest. In totaal werden er zo'n 237.000 exemplaren gemaakt. De R107 verving de W113 (Pagode) in 1971 en werd opgevolgd door de W126C in 1981 voor de coupémodellen (SLC) en door de R129 in 1989 voor de cabrioletmodellen (SL).

## SL-Klasse

### 350SL(C)

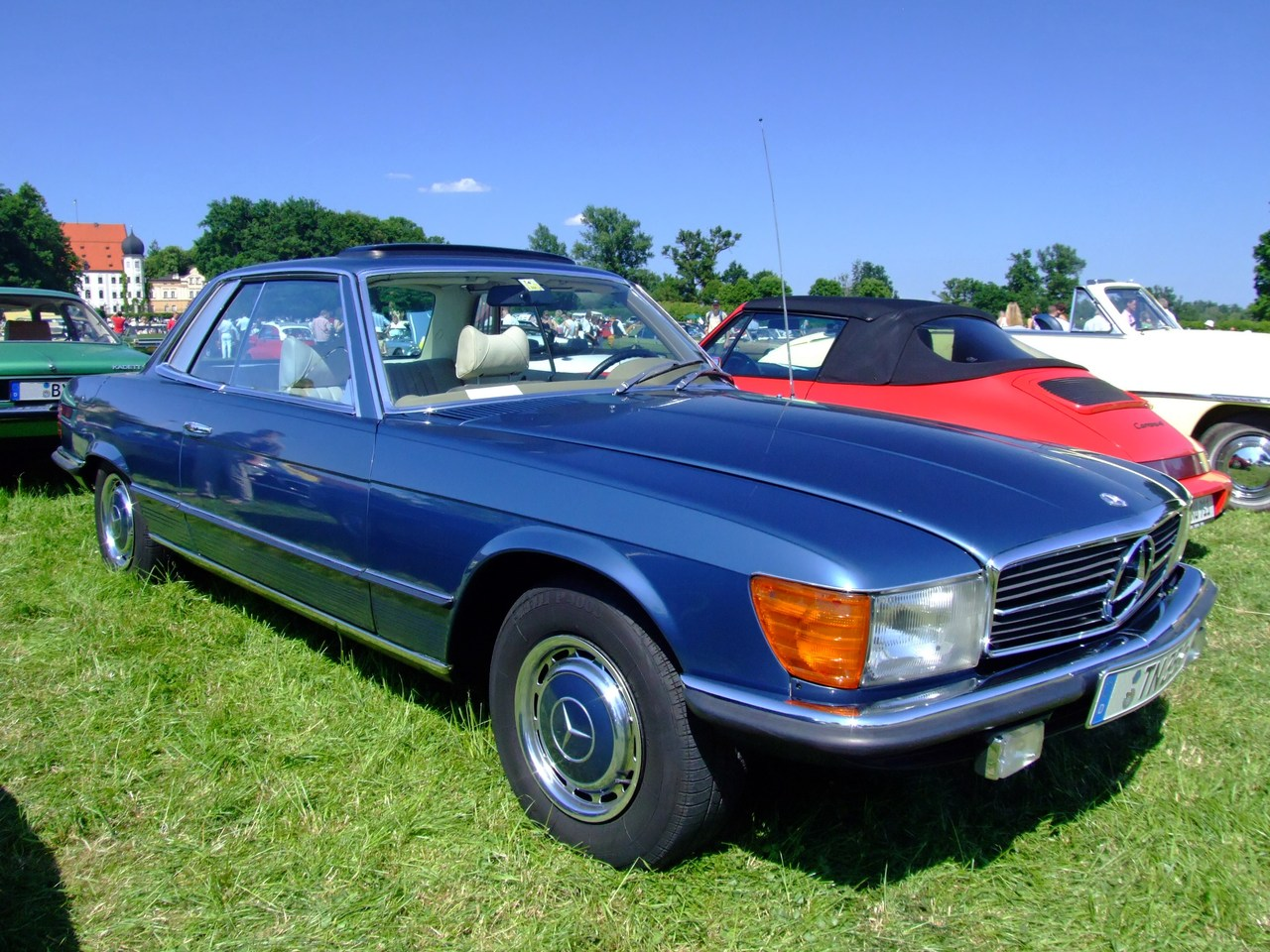
350SLC Europees model voorkant

De productie startte in april 1971 en leverbaar was alleen de 350SL (BM107.043) en 350SLC (BM107.023) met 3.5 liter V8 (M116), elektronische brandstofinjectie (Bosch D-Jetronic) en een handgeschakelde 4-gang of een 3-gang automatische transmissie als optie. De motor leverde een vermogen van ca. 200 pk (5800 rpm) en een koppel van 286 Nm (4000 rpm). De SL-modellen werden geleverd met een linnen dak en als optie was er een stalen afneembare hardtop leverbaar. Er was ruimte voor twee volwassenen en twee kinderen (2+2). Het SLC-model met gesloten carrosserie was in totaal 36 cm langer en had hierdoor vier volwaardige zitplaatsen.

### 450SL(C)

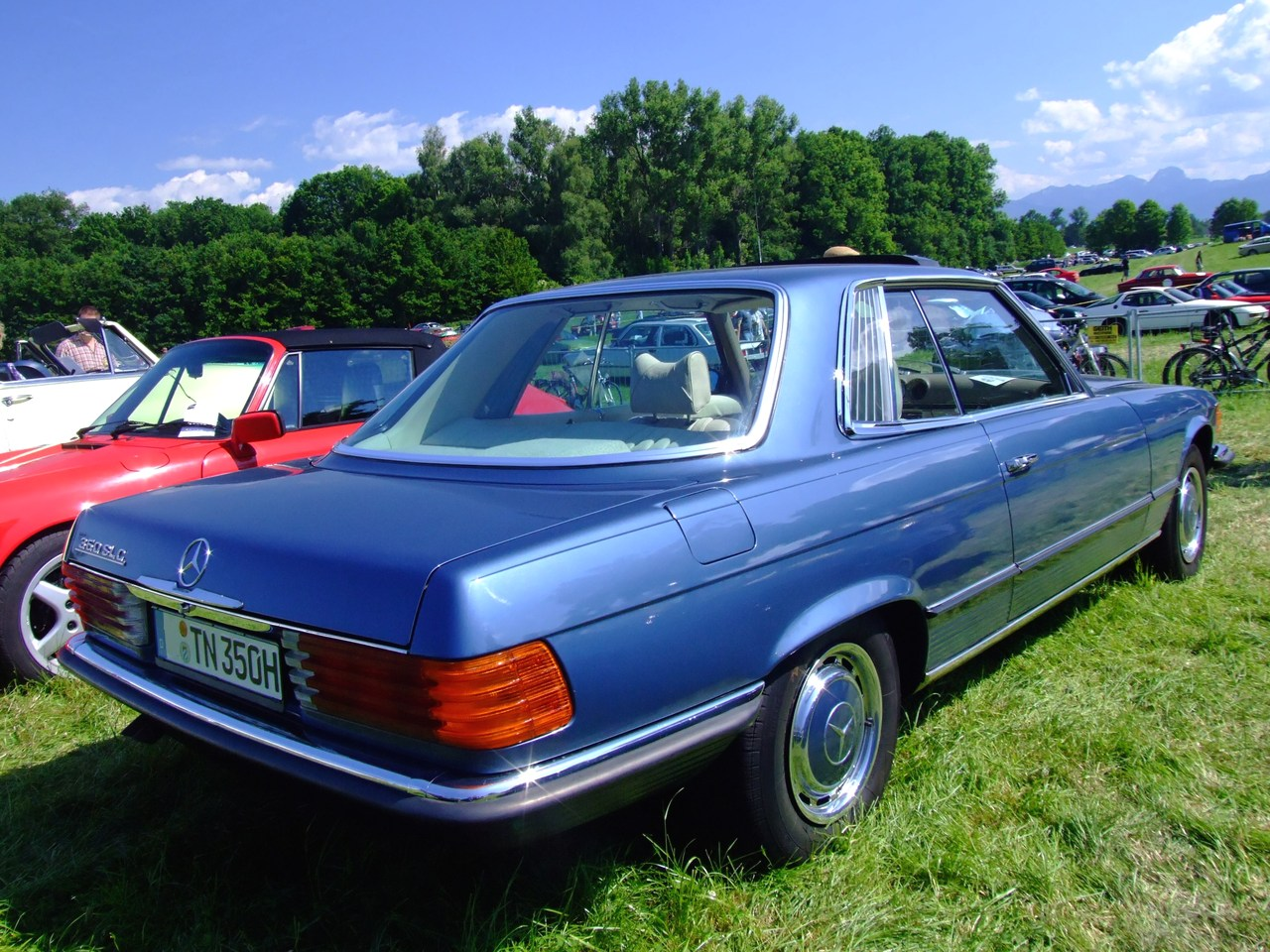
350SLC Europees model achterkant.

Voor de Amerikaanse markt waren de uitlaatgasnormen strenger en er waren diverse maatregelen genomen om aan de eisen te voldoen, dit resulteerde echter in minder vermogen 195 pk (5500 rpm) en minder koppel 275 Nm (4000 rpm). Om dit te compenseren was er voor de Amerikaanse markt al een 4.5 liter V8 (M117) ontwikkeld, deze leverde 190 pk bij 5000 rpm en 360 Nm bij 3250 rpm. De eerste W107-modellen die met deze motor werden geleverd hadden een type plaatje 350SL(C) 4.5 maar vanaf november 1972 werd de officiële benaming 450SL (BM107.044) en 450SLC (BM107.024). Vanwege het grote koppel van de motor werd deze standaard voorzien van een automatische transmissie en een handgeschakelde bak was niet leverbaar. In Europa werd de 450SL(C) pas in 1973 geïntroduceerd en de motor leverde hier 225 pk (5000 rpm) en 378 Nm (3000 rpm).

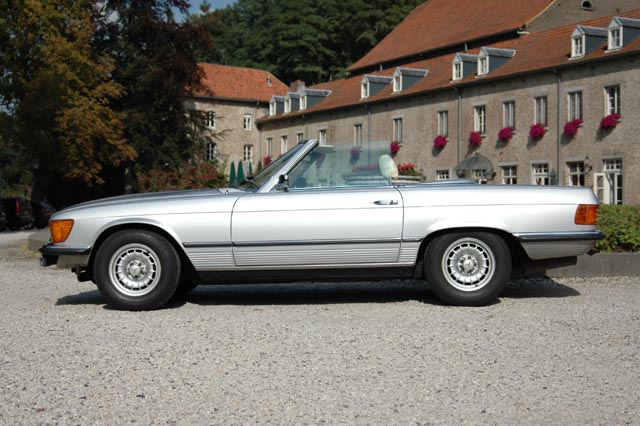
450SL 1973 Europees Model met kroonkurk velgen
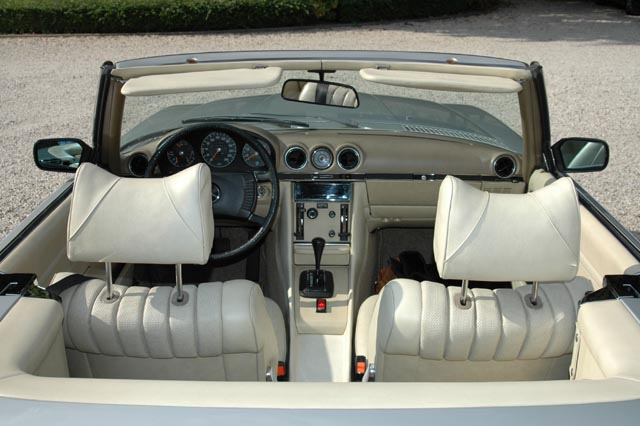
450SL 1973 Interieur.
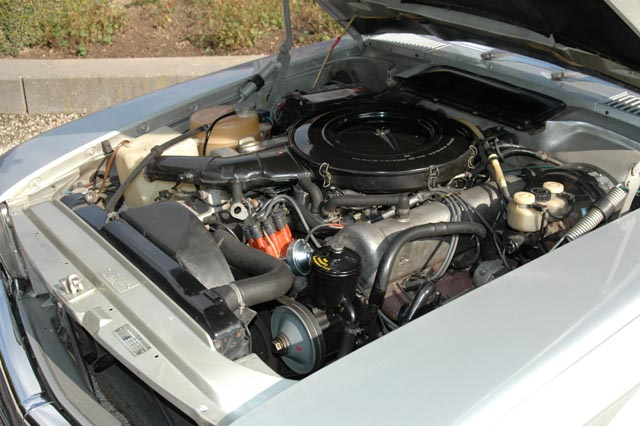
450SL 1973 Motorruimte

### 280SL(C)
In verband met de oliecrisis van 1973 werd er besloten om ook een zuiniger model op de markt te brengen. Gekozen werd voor een zescilinder-lijnmotor (M110) met 185 pk (5000 rpm) en 238 Nm (4500 rpm). Het verbruik lag gemiddeld op 1 op 8,5
In juni 1974 werd de 280SL (BM107.042) en de 280SLC (BM107.022) geïntroduceerd.

### 500SL(C)
In 1976 waren er al wat wijzigingen geweest op motorengebied, zo werd op alle modellen de elektronische (Bosch D-Jetronic) vervangen door de mechanische (Bosch KA-Jetronic) brandstofinjectie en in 1978 werd voor het eerst een 5.0 liter lichtmetalen V8 (M117E50) toegepast in de 450SLC 5.0, deze motor leverde 240 pk (4750 rpm) en 406 Nm (4500rpm). In 1980 kwam de 500SL (BM107.046) op de markt met deze 5.0 liter motor en een viertraps automatische transmissie. De 500SL(C) werd als enige model standaard geleverd met lichtmetalen velgen en een kleine zwarte rubberen spoiler op de achterklep.

### 380SL(C)
Samen met de 500SL(C) werd ook in 1980 de 380SL (BM107.045) en de 380SLC (BM107.025) geïntroduceerd als vervanger van de 350-modellen. Deze hadden de nieuwe lichtmetalen 3.8 liter motor (M116E38) met 218 pk (5500 rpm) en 305 Nm (4000 rpm). In 1981 werd de productie van de SLC-modellen stopgezet en werd de opvolger 380SEC uit de W126 serie geïntroduceerd.

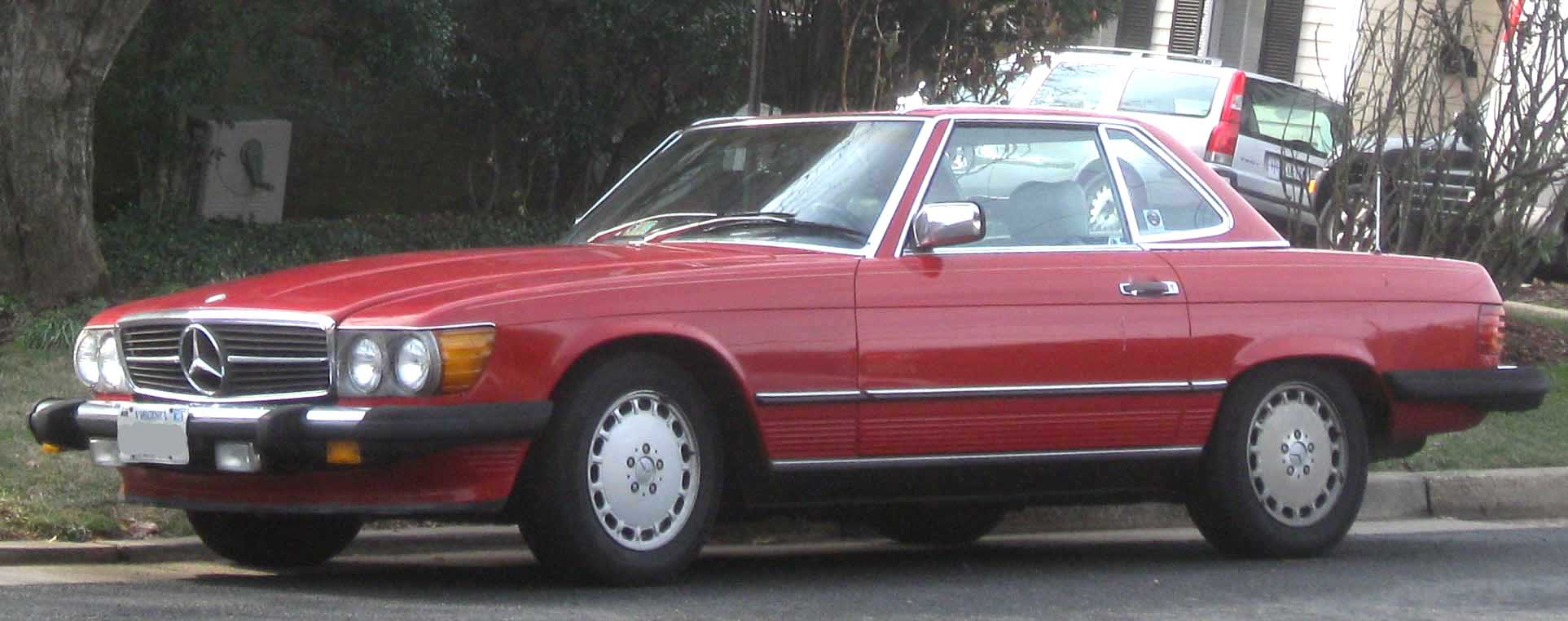
SL Amerikaans model met putdekselvelgen en hardtop

### 300SL
In de herfst van 1985 kwam de 300SL (BM107.041) op de markt ter vervanging van het 280-model. Deze had de nieuwe (M103) motor die 188 pk (5700 rpm) en 260 Nm (4400 rpm) leverde.

### 420SL
In 1985 werd ook het 380-model vervangen door de 420SL (BM107.047), deze had een 4.2 liter (M116) motor met mechanisch/elektronische brandstofinjectie (Bosch KE-Jetronic) en was leverbaar met katalysator. De katalysator versie leverde 204 pk (5200 rpm) en 330 Nm (3600 rpm).

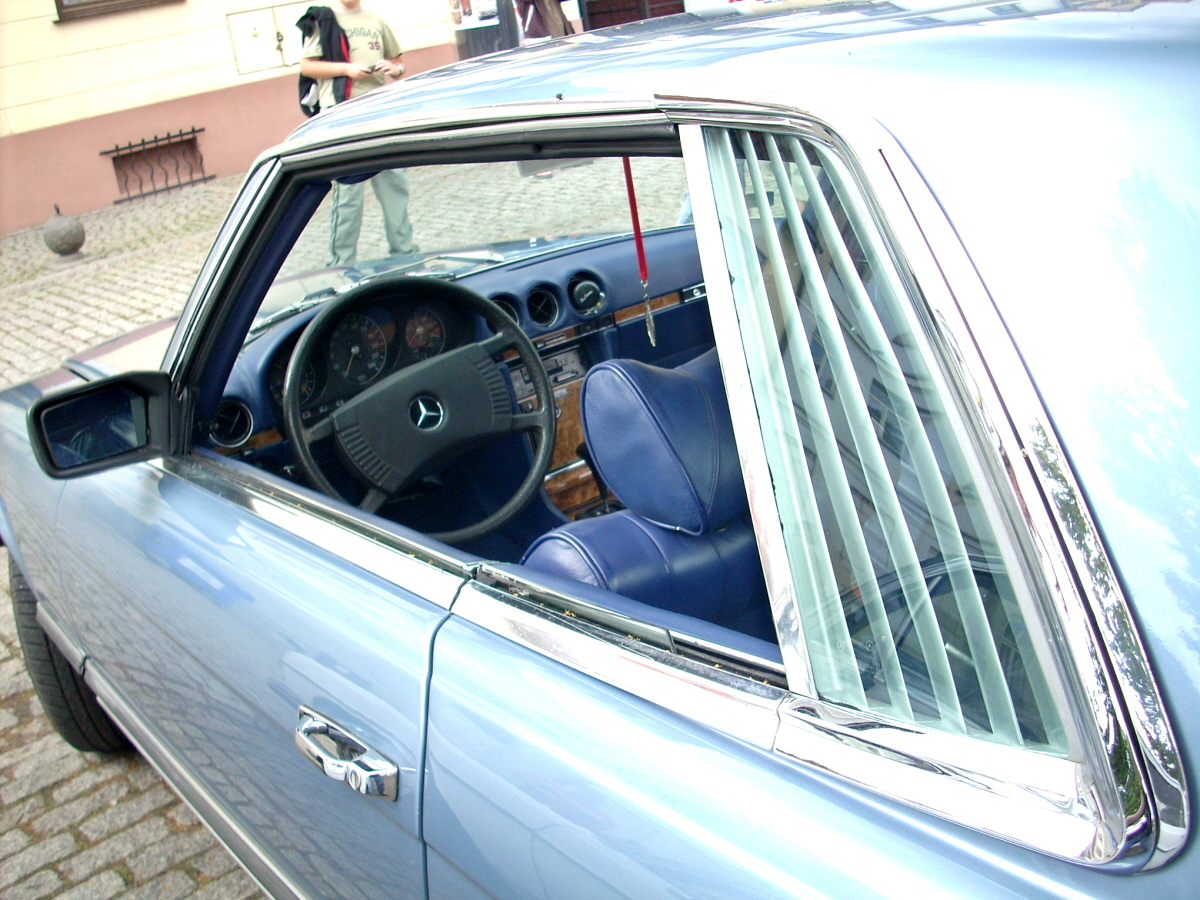
SLC: raam en interieur

### 560SL
Vergeleken met wat er voor de rest op motorengebied op de Amerikaanse markt te krijgen was waren de Mercedes-modellen altijd maar magertjes gemotoriseerd. Vandaar dat Mercedes in 1985 de 560SL (BM107.048) introduceerde. De 5.6 liter V8-motor (M117E52) leverde 227 pk (4750RPM) en 366Nm (4000RPM). Dit 560-model was alleen leverbaar op de Amerikaanse, Australische en Japanse markt.

## Uitvoeringen van de R/C 107
Technische gegevens Mercedes-Benz W107/C107 (niet-VS-modellen) (Fabrieksopgaves tenzij anders aangegeven)
| Mercedes-Benz                    | 280 SL/SLC | 300 SL | 350 SL/SLC | 380 SL/SLC | 420 SL | 450 SL/SLC | 500 SL/SLC |
| -------------------------------- | --- | --- | --- | --- | --- | --- | --- |
| Productiejaren:                  | 1974-1985/1981 | 1985 - 1989 | 1971 - 1980 | 1980-1985/81 | 1985 - 1989 | 1973 - 1980 | 1980-1989/81 |
| Productie-aantallen:             | 25436 / 10656 | 13742 | 15304 / 13925 | 53200 / 3789 | 2148 | 66298 / 31739 | 11812 / 2769 |
| Motor:                           | 6 cilinder lijn (viertaktottomotor). | 6 cilinder lijn (viertaktottomotor). | 90° V8 (viertaktottomotor). | 90° V8 (viertaktottomotor). | 90° V8 (viertaktottomotor). | 90° V8 (viertaktottomotor). | 90° V8 (viertaktottomotor). |
| Boring x slag:                   | 86 mm x 78,8 mm | 88,5 mm x 80,25 mm | 92 mm x 65,8 mm | 92 mm x 71,8 mm | 92 mm x 78,9 mm | 92 mm x 85 mm | 96,5 mm x 85 mm |
| Cilinderinhoud:                  | 2746 cc | 2962 cc | 3499 cc | 3818 cc | 4196 cc | 4520 cc | 4973 cc |
| Max. vermogen @ rpm:             | 136 kW (185 pk) @ 6000 | 138 kW (188 pk) @ 5700 | 147 kW (200 pk) @ 5800 | 160 kW (218 pk) @ 5500 | 160 kW (218 pk) @ 5200 | 165 kW (225 pk) @ 5000 | 176 kW (240 pk) @ 5000 |
| Max. koppel @ rpm:               | 238 Nm @ 4500 | 255 Nm @ 4400 | 286 Nm @ 4000 | 299 Nm @ 4000 | 392 Nm @ 3750 | 377 Nm @ 3000 | 402 Nm @ 3200 |
| Compressieverhouding:            | 9,0: 1 | 9,2: 1 | 9,5: 1 | 9,0: 1 | 9,0: 1 | 8,8: 1 | 9,0: 1 |
| Brandstoftoevoer:                | Brandstofinjectie, Bosch D-Jetronic, vanaf 1976: KA-Jetronic, vanaf 1985: KE-Jetronic.                                                  | Brandstofinjectie, Bosch D-Jetronic, vanaf 1976: KA-Jetronic, vanaf 1985: KE-Jetronic.                                                  | Brandstofinjectie, Bosch D-Jetronic, vanaf 1976: KA-Jetronic, vanaf 1985: KE-Jetronic.                                                  | Brandstofinjectie, Bosch D-Jetronic, vanaf 1976: KA-Jetronic, vanaf 1985: KE-Jetronic.                                                  | Brandstofinjectie, Bosch D-Jetronic, vanaf 1976: KA-Jetronic, vanaf 1985: KE-Jetronic.                                                  | Brandstofinjectie, Bosch D-Jetronic, vanaf 1976: KA-Jetronic, vanaf 1985: KE-Jetronic.                                                  | Brandstofinjectie, Bosch D-Jetronic, vanaf 1976: KA-Jetronic, vanaf 1985: KE-Jetronic.                                                  |
| Tankinhoud:                      | 90 liter, vanaf 1985: 85 liter | 90 liter, vanaf 1985: 85 liter | 90 liter, vanaf 1985: 85 liter | 90 liter, vanaf 1985: 85 liter | 90 liter, vanaf 1985: 85 liter | 90 liter, vanaf 1985: 85 liter | 90 liter, vanaf 1985: 85 liter |
| Nokkenas:                        | DOHC, duplex kettingaandrijving | SOHC, duplex kettingaandrijving. | SOHC, duplex kettingaandrijving. | SOHC, duplex kettingaandrijving. | SOHC, duplex kettingaandrijving. | SOHC, duplex kettingaandrijving. | SOHC, duplex kettingaandrijving. |
| Koeling:                         | Waterkoeling met waterpomp en radiateur                                                                                                 | Waterkoeling met waterpomp en radiateur                                                                                                 | Waterkoeling met waterpomp en radiateur                                                                                                 | Waterkoeling met waterpomp en radiateur                                                                                                 | Waterkoeling met waterpomp en radiateur                                                                                                 | Waterkoeling met waterpomp en radiateur                                                                                                 | Waterkoeling met waterpomp en radiateur                                                                                                 |
| Versnellingsbak:                 | 4- of 5-gang handmatige versnellingsbak standaard op 380/420/450/500: 3-gangautomaat, vanaf 1980: 4-gangautomaat achterwielaandrijving. | 4- of 5-gang handmatige versnellingsbak standaard op 380/420/450/500: 3-gangautomaat, vanaf 1980: 4-gangautomaat achterwielaandrijving. | 4- of 5-gang handmatige versnellingsbak standaard op 380/420/450/500: 3-gangautomaat, vanaf 1980: 4-gangautomaat achterwielaandrijving. | 4- of 5-gang handmatige versnellingsbak standaard op 380/420/450/500: 3-gangautomaat, vanaf 1980: 4-gangautomaat achterwielaandrijving. | 4- of 5-gang handmatige versnellingsbak standaard op 380/420/450/500: 3-gangautomaat, vanaf 1980: 4-gangautomaat achterwielaandrijving. | 4- of 5-gang handmatige versnellingsbak standaard op 380/420/450/500: 3-gangautomaat, vanaf 1980: 4-gangautomaat achterwielaandrijving. | 4- of 5-gang handmatige versnellingsbak standaard op 380/420/450/500: 3-gangautomaat, vanaf 1980: 4-gangautomaat achterwielaandrijving. |
| Elektrisch systeem:              | 12 volt, met loodaccu en wisselstroomdynamo.                                                                                            | 12 volt, met loodaccu en wisselstroomdynamo.                                                                                            | 12 volt, met loodaccu en wisselstroomdynamo.                                                                                            | 12 volt, met loodaccu en wisselstroomdynamo.                                                                                            | 12 volt, met loodaccu en wisselstroomdynamo.                                                                                            | 12 volt, met loodaccu en wisselstroomdynamo.                                                                                            | 12 volt, met loodaccu en wisselstroomdynamo.                                                                                            |
| Voorwielophanging:               | onafhankelijke wielophanging met schroefveren en stabilisatorstang.                                                                     | onafhankelijke wielophanging met schroefveren en stabilisatorstang.                                                                     | onafhankelijke wielophanging met schroefveren en stabilisatorstang.                                                                     | onafhankelijke wielophanging met schroefveren en stabilisatorstang.                                                                     | onafhankelijke wielophanging met schroefveren en stabilisatorstang.                                                                     | onafhankelijke wielophanging met schroefveren en stabilisatorstang.                                                                     | onafhankelijke wielophanging met schroefveren en stabilisatorstang.                                                                     |
| Achterwielophanging::            | Diagonale pendelas met onafhankelijke wielophanging, schroefveren en stabilisatorstang.                                                 | Diagonale pendelas met onafhankelijke wielophanging, schroefveren en stabilisatorstang.                                                 | Diagonale pendelas met onafhankelijke wielophanging, schroefveren en stabilisatorstang.                                                 | Diagonale pendelas met onafhankelijke wielophanging, schroefveren en stabilisatorstang.                                                 | Diagonale pendelas met onafhankelijke wielophanging, schroefveren en stabilisatorstang.                                                 | Diagonale pendelas met onafhankelijke wielophanging, schroefveren en stabilisatorstang.                                                 | Diagonale pendelas met onafhankelijke wielophanging, schroefveren en stabilisatorstang.                                                 |
| Remmen:                          | Schijfremmen (Ø 278 mm voor, 279 mm achter; vanaf 1985: 284/279 mm), vacuümrembekrachtiging ABS vanaf 1980 als optie.                   | Schijfremmen (Ø 278 mm voor, 279 mm achter; vanaf 1985: 284/279 mm), vacuümrembekrachtiging ABS vanaf 1980 als optie.                   | Schijfremmen (Ø 278 mm voor, 279 mm achter; vanaf 1985: 284/279 mm), vacuümrembekrachtiging ABS vanaf 1980 als optie.                   | Schijfremmen (Ø 278 mm voor, 279 mm achter; vanaf 1985: 284/279 mm), vacuümrembekrachtiging ABS vanaf 1980 als optie.                   | Schijfremmen (Ø 278 mm voor, 279 mm achter; vanaf 1985: 284/279 mm), vacuümrembekrachtiging ABS vanaf 1980 als optie.                   | Schijfremmen (Ø 278 mm voor, 279 mm achter; vanaf 1985: 284/279 mm), vacuümrembekrachtiging ABS vanaf 1980 als optie.                   | Schijfremmen (Ø 278 mm voor, 279 mm achter; vanaf 1985: 284/279 mm), vacuümrembekrachtiging ABS vanaf 1980 als optie.                   |
| Stuurinrichting:                 | Kogelkringloop met stuurbekrachtiging.                                                                                                  | Kogelkringloop met stuurbekrachtiging.                                                                                                  | Kogelkringloop met stuurbekrachtiging.                                                                                                  | Kogelkringloop met stuurbekrachtiging.                                                                                                  | Kogelkringloop met stuurbekrachtiging.                                                                                                  | Kogelkringloop met stuurbekrachtiging.                                                                                                  | Kogelkringloop met stuurbekrachtiging.                                                                                                  |
| Carrosserie:                     | Zelfdragend plaatstaal met kreukelzones                                                                                                 | Zelfdragend plaatstaal met kreukelzones                                                                                                 | Zelfdragend plaatstaal met kreukelzones                                                                                                 | Zelfdragend plaatstaal met kreukelzones                                                                                                 | Zelfdragend plaatstaal met kreukelzones                                                                                                 | Zelfdragend plaatstaal met kreukelzones                                                                                                 | Zelfdragend plaatstaal met kreukelzones                                                                                                 |
| Leeg gewicht:                    | SL: 1560 kg SLC: 1610 kg | 1530 kg | SL: 1600 kg SLC: 1650 kg | SL: 1640 kg SLC: 1690 kg | 1600 kg | SL: 1640 kg SLC: 1690 kg | SL: 1600 kg SLC: 1570 kg |
| Maximaal gewicht:                | SL: 1920 kg SLC: 2040 kg | 1930 kg | SL: 1960 kg SLC: 2050 kg | SL: 1960 kg SLC: 2050 kg | 2020 kg | SL: 2015 kg SLC: 2095 kg | SL: 1960 kg SLC: 2005 kg |
| Spoorbreedte voor/achter:        | 1452 mm/1440 mm vanaf 1985: 1461 mm/1465 mm.                                                                                            | 1452 mm/1440 mm vanaf 1985: 1461 mm/1465 mm.                                                                                            | 1452 mm/1440 mm vanaf 1985: 1461 mm/1465 mm.                                                                                            | 1452 mm/1440 mm vanaf 1985: 1461 mm/1465 mm.                                                                                            | 1452 mm/1440 mm vanaf 1985: 1461 mm/1465 mm.                                                                                            | 1452 mm/1440 mm vanaf 1985: 1461 mm/1465 mm.                                                                                            | 1452 mm/1440 mm vanaf 1985: 1461 mm/1465 mm.                                                                                            |
| Wielbasis:                       | SL: 2460 mm SLC: 2820 mm | SL: 2460 mm SLC: 2820 mm | SL: 2460 mm SLC: 2820 mm | SL: 2460 mm SLC: 2820 mm | SL: 2460 mm SLC: 2820 mm | SL: 2460 mm SLC: 2820 mm | SL: 2460 mm SLC: 2820 mm |
| Lengte:                          | SL: 4390 mm SLC: 4750 mm | SL: 4390 mm SLC: 4750 mm | SL: 4390 mm SLC: 4750 mm | SL: 4390 mm SLC: 4750 mm | SL: 4390 mm SLC: 4750 mm | SL: 4390 mm SLC: 4750 mm | SL: 4390 mm SLC: 4750 mm |
| Breedte:                         | 1790 mm | 1790 mm | 1790 mm | 1790 mm | 1790 mm | 1790 mm | 1790 mm |
| Hoogte:                          | SL: 1300 mm SLC: 1330 mm | SL: 1300 mm SLC: 1330 mm | SL: 1300 mm SLC: 1330 mm | SL: 1300 mm SLC: 1330 mm | SL: 1300 mm SLC: 1330 mm | SL: 1300 mm SLC: 1330 mm | SL: 1300 mm SLC: 1330 mm |
| Bandenmaat:                      | 185HR14 | 205/65VR15 | 205/70VR14 | 205/70VR14 | 205/65VR15 | 205/70VR14 | 205/70VR14 |
| Topsnelheid:                     | 207 km/h | 210 km/h | 212 km/h | 215 km/h | 210 km/h | 218 km/h | 215 km/h |
| Brandstofverbruik (gemiddelden): | 6,45 km/l | 6,90 km/l | 5,41 km/l | 5,41 km/l | 6,45 km/l | 5,41 km/l | 5,41 km/l |

### Noord Amerika
| Productiejaren:               | 1972–1980                                                                               | 1981–1985/81                                                                            | 1986–1989                                                                               |                                                                                         |                                                                                         |                                                                                         |                                                                                         |
| Motor:                        | 90° V8 (viertaktottomotor).                                                             | 90° V8 (viertaktottomotor).                                                             | 90° V8 (viertaktottomotor).                                                             | 90° V8 (viertaktottomotor).                                                             | 90° V8 (viertaktottomotor).                                                             | 90° V8 (viertaktottomotor).                                                             | 90° V8 (viertaktottomotor).                                                             |
| Boring x slag:                | 92mm x 85mm                                                                             | 88mm x 79mm                                                                             | 96.5mm x 94.7mm                                                                         |                                                                                         |                                                                                         |                                                                                         |                                                                                         |
| Cilinderinhoud:               | 4.520 cc                                                                                | 3.839 cc                                                                                | 5.549 cc                                                                                |                                                                                         |                                                                                         |                                                                                         |                                                                                         |
| Max. vermogen @ tpm:          | 142 kW (190pk) @ 4.750 later 134 kW (180pk) @ 4.750                                     | 116 kW (155pk) @ 4.750                                                                  | 169 kW (227pk) @ 5.200                                                                  |                                                                                         |                                                                                         |                                                                                         |                                                                                         |
| Max. koppel @ tpm:            | 325Nm @ 3.000 later 298Nm @ 3.000                                                       | 266Nm @ 2.750                                                                           | 389Nm @ 3.500                                                                           |                                                                                         |                                                                                         |                                                                                         |                                                                                         |
| Compressieverhouding:         | 8.0: 1                                                                                  | 8.3: 1                                                                                  | 9.0: 1                                                                                  |                                                                                         |                                                                                         |                                                                                         |                                                                                         |
| Brandstoftoevoer:             | Brandstofinjectie, Bosch D-Jetronic, vanaf 1976: KA-Jetronic, vanaf 1985: KE-Jetronic.  | Brandstofinjectie, Bosch D-Jetronic, vanaf 1976: KA-Jetronic, vanaf 1985: KE-Jetronic.  | Brandstofinjectie, Bosch D-Jetronic, vanaf 1976: KA-Jetronic, vanaf 1985: KE-Jetronic.  | Brandstofinjectie, Bosch D-Jetronic, vanaf 1976: KA-Jetronic, vanaf 1985: KE-Jetronic.  | Brandstofinjectie, Bosch D-Jetronic, vanaf 1976: KA-Jetronic, vanaf 1985: KE-Jetronic.  | Brandstofinjectie, Bosch D-Jetronic, vanaf 1976: KA-Jetronic, vanaf 1985: KE-Jetronic.  | Brandstofinjectie, Bosch D-Jetronic, vanaf 1976: KA-Jetronic, vanaf 1985: KE-Jetronic.  |
| Tankinhoud:                   | 90 liter, vanaf 1985: 85 liter                                                          | 90 liter, vanaf 1985: 85 liter                                                          | 90 liter, vanaf 1985: 85 liter                                                          |                                                                                         |                                                                                         |                                                                                         |                                                                                         |
| Nokkenas:                     | SOHC, duplex kettingaandrijving.                                                        | SOHC, duplex kettingaandrijving.                                                        | SOHC, duplex kettingaandrijving.                                                        |                                                                                         |                                                                                         |                                                                                         |                                                                                         |
| Koeling:                      | Waterkoeling met waterpomp en radiateur                                                 | Waterkoeling met waterpomp en radiateur                                                 | Waterkoeling met waterpomp en radiateur                                                 | Waterkoeling met waterpomp en radiateur                                                 | Waterkoeling met waterpomp en radiateur                                                 | Waterkoeling met waterpomp en radiateur                                                 | Waterkoeling met waterpomp en radiateur                                                 |
| Versnellingsbak:              | 3-gangautomaat, vanaf 1981: 4-gangautomaat achterwiel aandrijving                       | 3-gangautomaat, vanaf 1981: 4-gangautomaat achterwiel aandrijving                       | 3-gangautomaat, vanaf 1981: 4-gangautomaat achterwiel aandrijving                       |                                                                                         |                                                                                         |                                                                                         |                                                                                         |
| Elektrisch systeem:           | 12 volt, met loodaccu en wisselstroomdynamo.                                            | 12 volt, met loodaccu en wisselstroomdynamo.                                            | 12 volt, met loodaccu en wisselstroomdynamo.                                            | 12 volt, met loodaccu en wisselstroomdynamo.                                            | 12 volt, met loodaccu en wisselstroomdynamo.                                            | 12 volt, met loodaccu en wisselstroomdynamo.                                            | 12 volt, met loodaccu en wisselstroomdynamo.                                            |
| Voorwielophanging:            | onafhankelijke wielophanging met schroefveren en stabilisatorstang.                     | onafhankelijke wielophanging met schroefveren en stabilisatorstang.                     | onafhankelijke wielophanging met schroefveren en stabilisatorstang.                     | onafhankelijke wielophanging met schroefveren en stabilisatorstang.                     | onafhankelijke wielophanging met schroefveren en stabilisatorstang.                     | onafhankelijke wielophanging met schroefveren en stabilisatorstang.                     | onafhankelijke wielophanging met schroefveren en stabilisatorstang.                     |
| Achterwielophanging::         | Diagonale pendelas met onafhankelijke wielophanging, schroefveren en stabilisatorstang. | Diagonale pendelas met onafhankelijke wielophanging, schroefveren en stabilisatorstang. | Diagonale pendelas met onafhankelijke wielophanging, schroefveren en stabilisatorstang. | Diagonale pendelas met onafhankelijke wielophanging, schroefveren en stabilisatorstang. | Diagonale pendelas met onafhankelijke wielophanging, schroefveren en stabilisatorstang. | Diagonale pendelas met onafhankelijke wielophanging, schroefveren en stabilisatorstang. | Diagonale pendelas met onafhankelijke wielophanging, schroefveren en stabilisatorstang. |
| Remmen:                       | Schijfremmen (Ø 278mm voren, 279mm achter; vanaf 1985: 284/279 mm), vacuümbekrachtiging | Schijfremmen (Ø 278mm voren, 279mm achter; vanaf 1985: 284/279 mm), vacuümbekrachtiging | Schijfremmen (Ø 278mm voren, 279mm achter; vanaf 1985: 284/279 mm), vacuümbekrachtiging |                                                                                         |                                                                                         |                                                                                         |                                                                                         |
| Stuurinrichting:              | Kogelkringloop                                                                          | Kogelkringloop                                                                          | Kogelkringloop                                                                          |                                                                                         |                                                                                         |                                                                                         |                                                                                         |
| Carrosserie:                  | Zelfdragend plaatstaal met kreukelzones                                                 | Zelfdragend plaatstaal met kreukelzones                                                 | Zelfdragend plaatstaal met kreukelzones                                                 | Zelfdragend plaatstaal met kreukelzones                                                 | Zelfdragend plaatstaal met kreukelzones                                                 | Zelfdragend plaatstaal met kreukelzones                                                 | Zelfdragend plaatstaal met kreukelzones                                                 |
|                               |                                                                                         |                                                                                         |                                                                                         |                                                                                         |                                                                                         |                                                                                         |                                                                                         |
|                               |                                                                                         |                                                                                         |                                                                                         |                                                                                         |                                                                                         |                                                                                         |                                                                                         |
| Leeg gewicht:                 | SL: 1.632 kg SLC: 1.644 kg                                                              | SL: 1.570 kg SLC: 1.560 kg                                                              | 1.660 kg                                                                                |                                                                                         |                                                                                         |                                                                                         |                                                                                         |
|                               |                                                                                         |                                                                                         |                                                                                         |                                                                                         |                                                                                         |                                                                                         |                                                                                         |
| Spoorbreedte voren/ achter:   | 1.453mm / 1.440mm                                                                       | 1.453mm / 1.440mm                                                                       | 1.463mm / 1.466mm                                                                       |                                                                                         |                                                                                         |                                                                                         |                                                                                         |
| Wielbasis:                    | SL: 2.461mm SLC: 2.819mm                                                                | SL: 2.461mm SLC: 2.819mm                                                                | SL: 2.461mm SLC: 2.819mm                                                                |                                                                                         |                                                                                         |                                                                                         |                                                                                         |
|                               |                                                                                         |                                                                                         |                                                                                         |                                                                                         |                                                                                         |                                                                                         |                                                                                         |
| Lengte:                       | SL: 4.382mm SLC: 4.740mm                                                                | SL: 4.630mm SLC: 4.989mm                                                                | 4.580mm                                                                                 |                                                                                         |                                                                                         |                                                                                         |                                                                                         |
| Breedte:                      | 1.791mm                                                                                 | 1.791mm                                                                                 | 1.791mm                                                                                 |                                                                                         |                                                                                         |                                                                                         |                                                                                         |
| Hoogte:                       | SL: 1.290mm SLC: 1.331mm                                                                | SL: 1.290mm SLC: 1.331mm                                                                | SL: 1.290mm SLC: 1.331mm                                                                |                                                                                         |                                                                                         |                                                                                         |                                                                                         |
|                               |                                                                                         |                                                                                         |                                                                                         |                                                                                         |                                                                                         |                                                                                         |                                                                                         |
|                               |                                                                                         |                                                                                         |                                                                                         |                                                                                         |                                                                                         |                                                                                         |                                                                                         |
| Bandenmaat:                   | N/A                                                                                     | N/A                                                                                     | N/A                                                                                     |                                                                                         |                                                                                         |                                                                                         |                                                                                         |
|                               |                                                                                         |                                                                                         |                                                                                         |                                                                                         |                                                                                         |                                                                                         |                                                                                         |
|                               |                                                                                         |                                                                                         |                                                                                         |                                                                                         |                                                                                         |                                                                                         |                                                                                         |
| Topsnelheid:                  | N/A                                                                                     | N/A                                                                                     | N/A                                                                                     |                                                                                         |                                                                                         |                                                                                         |                                                                                         |
| Brandstofverbruik (ongeveer): | N/A                                                                                     | N/A                                                                                     | N/A                                                                                     |                                                                                         |                                                                                         |                                                                                         |                                                                                         |

### De W107 in de film
De W107 was onder andere wereldwijd te zien in de populaire soap serie Dallas. Acteur Patrick Duffy reed als Bobby Ewing in deze serie in een rode Mercedes W107 380SL en naar zeggen zorgde dat in die jaren voor stijgende verkoopcijfers van deze Mercedes Roadster..
Tevens is de W107 te zien in de Nederlandse film De Heineken Ontvoering waarin Gijs Naber als Cor van Hout in een Mercedes 500SL rondrijdt.